# بردونه
بردونه (به عربی: بردونة) یک روستا در سوریه است که در ناحیه مرکزی سلمیه واقع شده‌است. بردونه ۸۶۲ نفر جمعیت دارد.